# Hormonii prenatali și orientarea sexuală
Teoria hormonală a sexualității (influența mediului prenatal; viața intrauterină și orientarea sexuală) susține că, la fel cum expunerea la anumiți hormoni joacă un rol în diferențierea organului genital la făt, tot o astfel de expunere influențează și orientarea sexuală care se manifestă mai târziu la adult. Hormonii prenatali pot fi văzuți ca factorul determinant principal al orientării sexuale al adulților sau un co-factor împreună cu gene, factori biologici și/sau condiții de mediu și sociale. 
Identitatea de gen, orientarea sexuală și sexul sunt noțiuni distincte. Există patru mari orientări sexuale la om și la animale, anume asexualitate, bisexualitate, heterosexualitate și homosexualitate.    

## Comportamentul sexual
Teoria hormonală a sexualității și identității de gen afirmă că, la fel cum expunerea la anumiți hormoni joacă un rol în diferențierea sexului la făt, o astfel de expunere influențează și orientarea sexuală și identitatea de gen care apare mai târziu la adult. Se consideră că diferențele de structură ale creierului provenite de la mesagerii chimici și genele care interacționează asupra dezvoltării celulelor creierului stau la baza diferențelor de sex în nenumărate comportamente, inclusiv orientarea sexuală. Factorii prenatali care afectează sau interferează cu interacțiunea acestor hormoni asupra creierului în curs de dezvoltare pot influența comportamentul de tip sexual mai târziu la copii. Această ipoteză este originară din nenumărate studii experimentale la mamifere non-umane, totuși argumentul potrivit căruia se pot observa efecte similare în dezvoltarea neurobehaviorală umană este un subiect mult dezbătut în rândul savanților. Totuși, studiile recente au furnizat dovezi în sprijinul expunerii prenatale la androgeni care influențează comportamentul de tip sexual încă din copilărie.
Un studiu de endocrinologie realizat de Garcia-Falgueras și Swaab a postulat că „La om, principalul mecanism responsabil de identitatea și orientarea sexuală implică un efect direct al testosteronului asupra creierului în curs de dezvoltare.”:25 În plus, studiul lor susține că expunerea intrauterină la hormoni este în mare măsură determinantă. Schițând pe scurt argumentul, autorii spun că organele sexuale sunt diferențiate mai întâi, iar apoi creierul este diferențiat sexual „sub influența, în principal, a hormonilor sexuali precum testosteronul, estrogenul și progesteronul asupra celulelor creierului în curs de dezvoltare și în prezența diferite gene, de asemenea. Modificările aduse în această etapă sunt permanente. Diferențierea sexuală în creier nu este cauzată doar de hormoni, chiar dacă aceștia sunt foarte importanți pentru identitatea de gen și orientarea sexuală.” :24

### Aspecte biologice

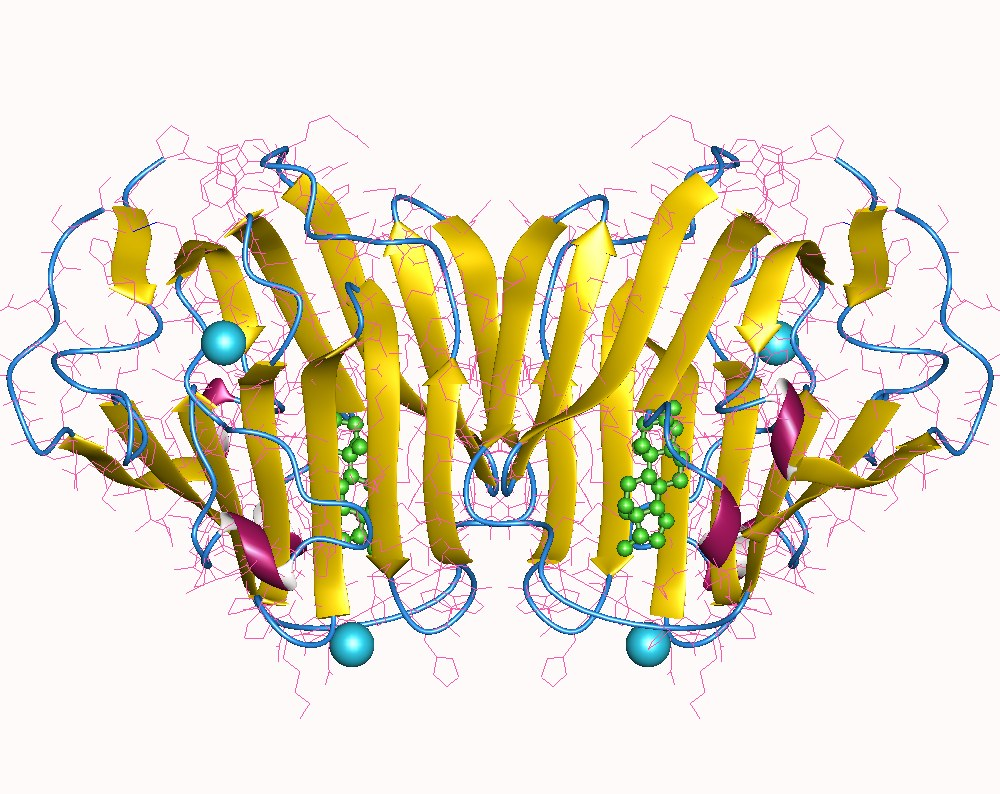
Dhidrotestosteron

Gonadele (glandă sexuală masculină sau feminină - testicul sau ovar; care produce celule sexuate (gameți) - spermatozoizi sau ovule) la făt se dezvoltă în principal pe baza prezenței sau absenței hormonilor androgeni, în principal testosteron, dihidrotestosteron (DHT) și androstenedione; producția de testosteron și conversia în dihidrotestosteronă în săptămânile 6-12 de sarcină sunt factori esențiali în producerea penisului, scrotului și prostatei fătului masculin.  La o femeie, pe de altă parte, absența acestor niveluri de androgeni duce la dezvoltarea organelor genitale de obicei feminine. În urma acestui fapt, are loc diferențierea sexuală a creierului; hormonii sexuali exercită efecte organizaționale asupra creierului care vor fi activate la pubertate. Ca urmare a acestor două procese care au loc separat, gradul de masculinizare genitală nu se referă neapărat la masculinizarea creierului. Diferențele de sex în creier au fost descoperite în multe structuri, în special hipotalamusul și amigdala. Cu toate acestea, puține dintre acestea au fost legate de diferențele de sex comportamentale, iar oamenii de știință încă lucrează pentru a stabili legături ferme între hormoni timpurii, dezvoltarea creierului și comportament.  Studiul teoriei organizaționale a hormonilor prenatali poate fi dificil, deoarece cercetătorii din punct de vedere etic nu pot modifica hormonii la un făt în curs de dezvoltare; în schimb, savanții trebuie să se bazeze pe anomalii de dezvoltare care apar în mod natural pentru a oferi răspunsuri pentru orientarea sexuală și la disforia de gen.

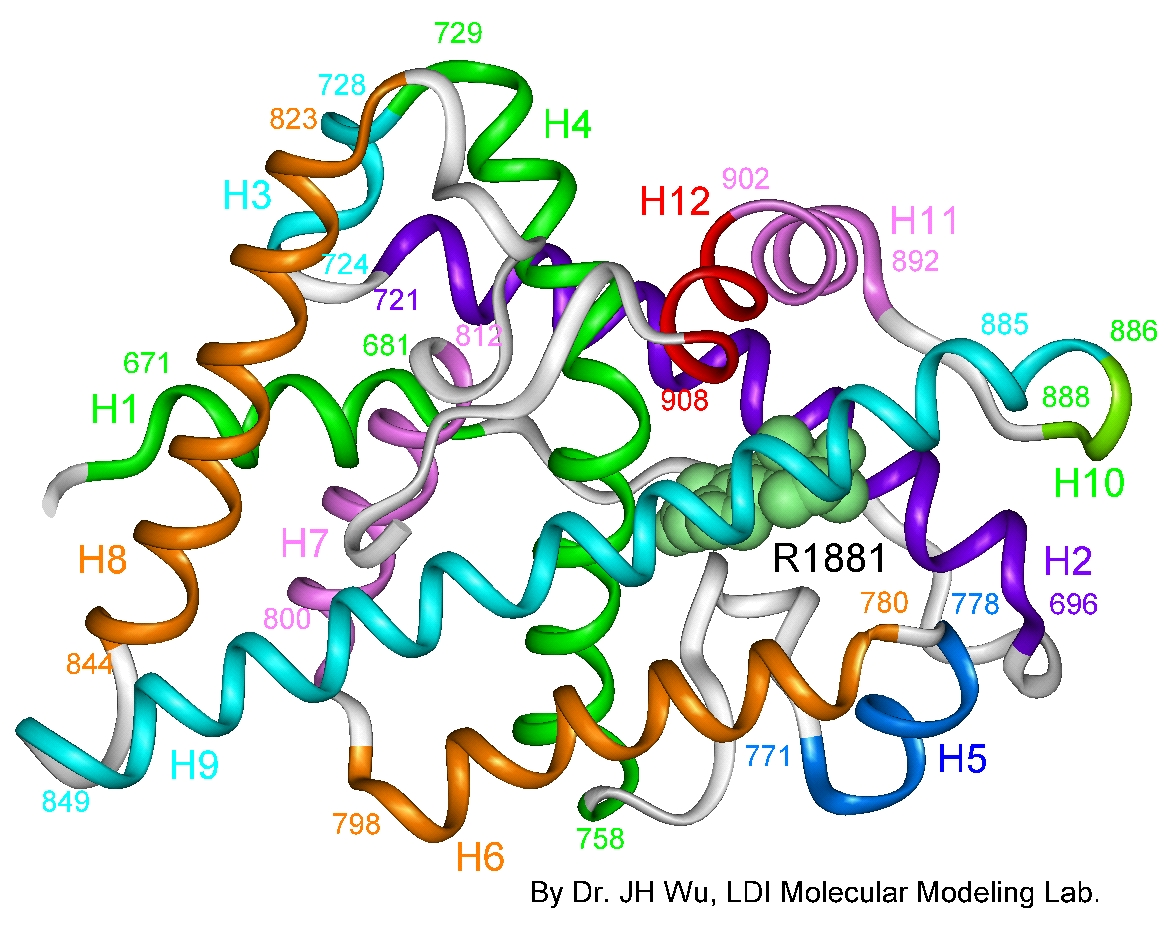
Receptor de androgen

Cel mai studiat în efectele hormonilor este hiperplazia suprarenală congenitală (CAH). CAH este o boală genetică care are ca rezultat expunerea la niveluri ridicate de androgeni de la începutul gestației. Fetele cu CAH se nasc cu organe genitale masculinizate, care se corectează în multe țări, din păcate, chirurgical. Cu toate acestea, mai multe studii au arătat că CAH are o influență clară, dar nu determinantă, asupra orientării sexuale; femeile cu CAH sunt mai puțin susceptibile să fie exclusiv heterosexuale decât alte femei.

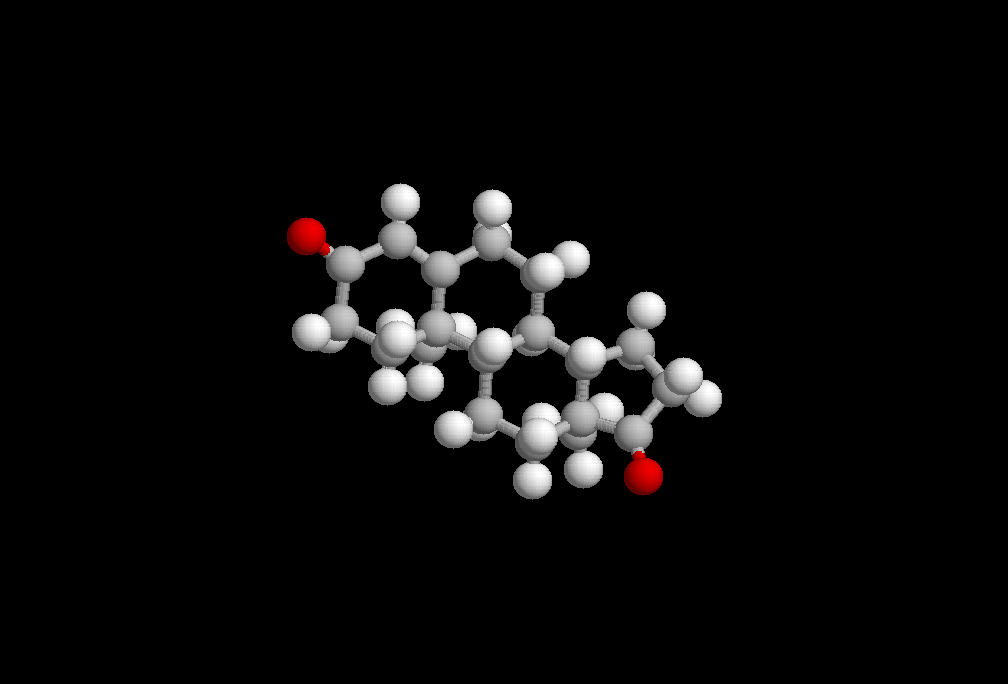
Androstenedionă

Tetstosteron

### Stresul prenatal
Începând cu 2006, rezultatele studiilor efectuate la om au găsit dovezi contradictorii cu privire la efectul expunerii prenatale la hormoni și rezultatele psihosexuale; Gooren a menționat în 2006 că studiile efectuate la mamifere primate sunt măsuri invalide de diferențiere sexuală umană, întrucât hormonii sexuali urmează un rol mai „on-off” în comportamentul de tip sexual decât se găsește la primate.
Unele studii sugerează că stresul prenatal crește semnificativ probabilitatea homosexualității sau a bisexualității, deși există diferite dovezi pentru care trimestru al sarcinii este cel mai important.:24 Studiile de endocrinologie au găsit implicații asupra amfetaminelor și hormonilor glandei tiroide pentru a crește homosexualitatea și la urmașii de sex feminin, deși nu a fost examinată în asociere cu nivelul de stres prenatal.
Unii au postulat că dezvoltarea postnatală (de exemplu, factorii sociali și de mediu) poate juca un rol în orientarea sexuală a unui individ, dar încă există dovezi solide ale acestui lucru. Copiii născuți prin inseminare artificială cu spermă donatoare și, în consecință, crescuți de cuplurile de lesbiene au fost de obicei orientați heterosexual.:24 Rezumat de Bao și Swaab, „aparent imposibilitatea de a face pe cineva să-și schimbe orientarea sexuală [...] este un argument major împotriva importanței mediului social în apariția homosexualității, precum și împotriva ideii că homosexualitatea este un stil de viață alegere”. 

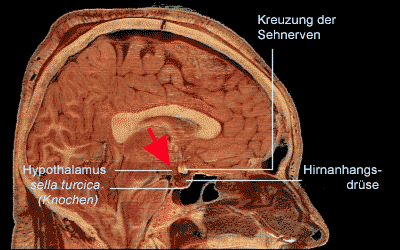
Hipotalamus

### Ordinea nașterii persoanelor de sex masculin
Conform unei multitudini de studii efectuate pe parcursul mai multor zeci de ani, bărbații gay au în medie mai mulți frați mai mari, fenomen cunoscut sub numele de efectul fratelui mai mare. S-a sugerat că, cu cât este mai mare numărul fraților de sex masculin mai mari, cu atât este mai mare nivelul fetusilor androgeni. Nu s-au observat efecte asupra ordinului de naștere la femei. Teoria susține că efectul de ordine de naștere fraternă este rezultatul unui răspuns imun matern care este produs către un factor de dezvoltare masculină pe parcursul mai multor sarcini masculine. Ipoteza lui Bogaert susține că e posibil ca sistemul autoimun al mamei să producă anumiți anticorpi care afectează o zonă a creierului fetal masculin (din hipotalamusul anterior).  
Anticorpii materni împotriva neuroliginei Y-cromozone au fost implicați în acest efect.

##### Posibile gene implicate în efectul ordinii nașterii fraților
O genă din Rh a fost discutată ca un posibil candidat pentru afectarea ordinii de naștere a fraților, deoarece a fost legată atât îndemânare (ambidextru, stângaci, dreptaci), cât și de funcționarea sistemului imunitar. Variantele de gene din sistemul Rh sunt implicate într-un răspuns matern la ceea ce este cunoscută sub numele de boala hemolitică a nou-născutului. Rh este un factor de sânge, iar în cazurile în care mama este absentă de acest lucru (Rh-) în timp ce e gestantă cu fătul cu Rh+, un răspuns imun se poate dezvolta cu efecte dăunătoare. Ipoteza genei Rh este un candidat puternic, deoarece implică nu numai răspunsul imun matern, dar a fost implicat și faptul că copilul va fi ambidextru, stângaci sau dreptaci.  
Variante ale genei receptorului androgenic (AR) au fost, de asemenea, discutate, folosirea mâinii stângi (stângaci) la bărbați a fost legată de repetări CAG mai mari în gena AR, care la rândul său este asociată cu nivel de testosteron scăzut.

### Homosexualitatea masculină și hipermasculinitatea
Există dovezi ale unei corelații între orientarea sexuală și trăsăturile care sunt determinate in-utero.Un studiu realizat de McFadden în 1998 a constatat că sistemele auditive din creier, o altă trăsătură fizică influențată de hormonii prenatali, este diferită în cele ale diferitelor orientări sexuale; de asemenea, nucleul suprachiasmatic a fost găsit de Swaab și Hofman ca fiind mai mare la bărbații homosexuali decât la bărbații heterosexuali. Nucleul suprachiasmatic este, de asemenea, cunoscut a fi mai mare la bărbați decât la femei. O analiză a hipotalamusului de Swaab și Hofmann (1990; 2007) a constatat că volumul nucleului suprachiasmatic (SCN) la bărbații homosexuali a fost de 1,7 ori mai mare decât un grup de referință de subiecți bărbați și a conținut de 2,1 ori mai multe celule. În timpul dezvoltării, volumul SCN și numărul de celule ating valoarea maximă la aproximativ 13 până la 16 luni după naștere; la această vârstă, SCN conține același număr de celule ca cel găsit la homosexualii bărbați adulți, cu toate acestea, într-un grup de referință de bărbați heterosexuali, numărul de celule începe să scadă până la valoarea adultă de 35% din valoarea maximă. Aceste rezultate nu au fost însă reproduse; nu există încă o interpretare semnificativă a acestor rezultate oferită în contextul orientării sexuale a omului. Unele studii sugerează că bărbații homosexuali s-au dovedit, de asemenea, că au un nivel mai ridicat de androgen și penisuri mai mari, în medie, decât bărbații heterosexuali.

### Homosexualitatea masculină și hipomasculinitatea
Într-un studiu din 1991, Simon LeVay a demonstrat că un grup minuscul de neuroni din hipotalamusul anterior - despre care se crede că controlează comportamentul sexual și legat de nivelul de hormonii prenatali - în medie, a fost de două ori mai mare la bărbații heterosexuali, în contrast cu bărbații homosexuali. Datorită faptului că această zonă este de aproape două ori mai mare la bărbații heterosexuali decât la femeile heterosexuale, implicația este că diferențierea sexuală a hipotalamusului la homosexuali este apropiată femeilor heterosexuale. În 2003, oamenii de știință de la Oregon State University au anunțat că au reprodus descoperirile la ovine.

### Homosexualitatea la femei
Cele mai multe cercetări empirice sau teoretice privind orientarea sexuală a femeilor au fost ghidate istoric de ideea lesbienelor ca femei esențial cu trăsături masculine și femeile heterosexuale ca esențial cu trăsături feminine. Cercetări intense au oferit câteva explicații; pentru că mai mulți bărbați decât femei folosesc mâna stângă (stângaci), și proporția mai mare de lesbiene ce își folosesc mâna stângă (sau sunt ambidextre) care a fost descoperită în rândul lesbienelor în comparație cu femeile heterosexuale demonstrează o posibilă legătură de masculinizare prenatală și orientare sexuală.  În acest sens, există rapoarte conform cărora lesbienele prezintă raporturi ale degetelor arătător și inelar mai masculinizate decât femeile heterosexuale, pe baza datelor culese din cel puțin șase laboratoare diferite. Acest efect nu a fost încă observat între bărbații homosexuali și heterosexuali.
Dietilstilbestrol (DES), un medicament care a fost prescris în trecut pentru a preveni avorturile, a fost, de asemenea, studiat în ceea ce privește orientarea sexuală a femeilor. S-a observat că exercită un efect masculinizant / defeminizant asupra creierului în dezvoltare al fătului. S-a observat de asemenea că procente mai mari de femei expuse la DES (17% față de 0% neexpuse la DES) au raportat că s-au angajat în relații de același sex; cu toate acestea, marea majoritate a femeilor DES au declarat o orientare exclusiv heterosexuală.  
Fetele cu hiperplazie suprarenală congenitală (o afecțiune recesivă autosomală care duce la niveluri ridicate de androgeni în timpul dezvoltării fetale) sunt mai susceptibile în a avea o orientare sexuală homosexuală comparativ cu adulți heterosexuali. Fetele cu această afecțiune se nasc cu organe genitale externe masculinizate. Gradul în care organele genitale ale fetelor sunt masculinizate sugerează că hormonii prenatali sunt un factor cauzal puternic.   

### Transsexualismul și incongruența de gen
Identitatea de gen, orientarea sexuală și sexul (organ genital) sunt noțiuni distincte, care se pot suprapune, dar, trebuie bine înțelese. Trebuie să se înțeleagă diferențele și asemănările dintre transsexualitate (ține de identitatea de gen) și homosexualitate (ține de orientarea sexuală). Pentru o mai bună înțelegere a diferenței dintre identitate de gen și orientare sexuală se dă, ca exemplu, următorul caz: există persoane cu incongruență de gen (transsexualism) femei-spre-bărbat care au o orientare heterosexuală (le plac și le-au plăcut dintotdeauna bărbații), contrar a ceea ce marea majoritate se așteaptă. 
La indivizii cu incongruență de gen, cunoscută anterior sub numele de tulburare de identitate de gen(GID), expunerea prenatală la testosteron ar putea să aibă un efect asupra diferențierii identității de gen. Raportul între degetele 2D (arătător) și 4D (inelar), au devenit o măsură populară de măsurare a nivelului androgenului prenatal, din cauza probelor acumulate care sugerează că raporturile 2D:4D sunt legate de expunerea prenatală la testosteron. Mulți copii cu GID au o orientare homosexuală în timpul adolescenței, dar nu toți; adulții cu „debut precoce” (en. „early onset”) sau o istorie din copilărie cu un comportament încrucișat de gen, au adesea o orientare homosexuală. Adulții cu „debut târziu” (en. „late onset”), sau cei fără istoric din copilărie a comportamentului menționat, sunt mai susceptibili să aibă o orientare non-homosexuală.  
Expunerea prenatală la androgeni a fost asociată cu o șansă crescută de reasignare de sex inițiată de către paciente ce se simt bărbați, după ce inițial au fost crescute ca femei la începutul copilăriei. Gooren a constatat că efectele androgenilor prenatali sunt mai răspândite în comportamentul rolului de gen decât în identitatea de gen și că există concluzii preliminare care sugerează că dovezile unei identități de sex masculine sunt mai frecvente la pacienții cu androgenizare prenatală complet masculină, tipică băieților heterosexuali.  
Persoanele cu sindrom complet de insensibilitate la androgen sunt aproape întotdeauna apărute la femei, iar diferențierea identității / rolului de gen este feminină.  Acest exemplu este important pentru a demonstra că cromozomii și gonadele nu dictează identitatea de gen.  

#### Transsexualitatea
Deoarece diferențierea organelor și a creierului apar în momente diferite, în cazuri rare poate rezulta transsexualismul.:24 Doar 23% dintre persoanele cu incongruență de gen vor vrea ca la vârsta adultă să facă tranziția.
Pe baza unor cazuri de transsexualism, Garcia-Falgueras și Swaab afirmă că „de la aceste exemple se pare că acțiunea directă a testosteronului asupra creierului în curs de dezvoltare la băieți și lipsa unei astfel de acțiuni asupra creierului în curs de dezvoltare la fete sunt factori cruciali în dezvoltarea identității sexului masculin și feminin și a orientării sexuale”. Nenumărate studii au fost efectuate pe niveluri periferice ale steroizilor sexuali la homosexuali de sex masculin și feminin, un număr considerabil dintre care au afirmat că găsesc mai puțin „hormon masculin” și/sau mai mult „hormon feminin” la gay, și invers la lesbiene. Cu toate acestea, aceste descoperiri au fost revizuite și ulterior au fost respinse de Gooren pentru că suferă de design și interpretare defectuoasă.
Factorii implicați în dezvoltarea transsexualității includ anomalii cromozomiale, polimorfisme ale anumitor gene și variații ale aromatazei (citocromul P450 CYP19) și CYP17. Fetele cu hiperplazie suprarenală congenitală prezintă o creștere a probabilității de transsexualitate mai târziu în viață; cu toate acestea, acest risc este în continuare doar 1-3% în CAH. Deși diferențierea sexuală din punct de vedere istoric a indicat androgenii ca factor cauzal, există co-determinanți ai identității de gen și ai orientării sexuale, cu efecte asupra creierului, la bărbații transsexuali și la bărbații homosexuali, la fel și la femeile transsexuale și la femeile lesbiene.   

## Disruptori ai sistemului endocrin

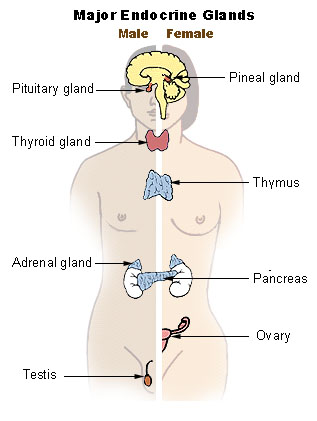
Sistemul endocrin

Produsele chimice care afectează sistemul endocrin (EDC) sunt substanțe chimice care, la anumite doze, pot interfera cu sistemul endocrin la mamifere. Lucrările asupra posibilelor efecte neurotoxice ale perturbatorilor endocrini și posibilele lor efecte asupra orientării sexuale atunci când un făt este expus, este că: se știe despre relația dintre expunerea la EDC și influențarea unor zone din creierul fătului. Studiile au descoperit că xenoestrogenii și xenoandrogenii pot modifica diferențierea sexuală a creierului la mai multe specii de animale.